# Trận Đà Nẵng (1859–1860)
Trận Đà Nẵng (1859–1860) hay Liên quân Pháp – Tây Ban Nha tấn công Đà Nẵng lần thứ hai là một trong những trận đánh mở đầu cho cuộc chiến tranh Pháp-Việt 1858-1884 trong lịch sử Việt Nam. Đây là trận đánh kéo dài nhiều tháng, khởi sự từ 20 tháng 4 năm 1859 và kết thúc vào 22 tháng 3 năm 1860, là ngày mà tất cả liên quân phải rời khỏi mặt trận Đà Nẵng (Việt Nam) sau 19 tháng chiếm đóng (31 tháng 8 năm 1858–22 tháng 3 năm 1860).

## Tiếp tục bị cầm chân
Ở mặt trận Đà Nẵng, từ khi Phó Đô đốc De Genouilly kéo đại quân vào tấn công Gia Định, với số quân còn lại trên dưới một ngàn người, Đại tá Faucon, người được giao lại quyền, cũng đã tổ chức được hai cuộc tấn công quân Việt:
- Ngày 6 tháng 2 năm 1859, tức sau ngày De Genouilly rời Đà Nẵng được mấy hôm, Đại tá Faucon dẫn quân đi đánh đồn Hải Châu nhưng đã bị Thị vệ Hồ Oai cùng tướng Tôn Thất Thi và Nguyễn Nghĩa đẩy lùi, bắn chìm ba giang thuyền của liên quân. Ngay hôm sau, Faucon dẫn thêm quân trở lại đánh với cường độ dữ dội hơn. Hiệp quản Trần Trinh Lương và Lê Văn Da đều tử trận. Đô đốc Tống Phước Minh không giữ nổi đồn Hải Châu buộc phải lui quân về giữ đồn Phước Ninh. Sau nhờ Tham tán Nguyễn Duy đem quân chi viện mới đánh lui được đối phương, thu hồi được đồn Hải Châu nhưng quân Việt phải thiệt mạng nhiều.
- Đến tháng 3 năm 1859, Đại tá Faucon mở cuộc tấn công mới vào đồn Hải Châu và Thạc Gián. Nhờ các tướng là Đào Trí, Tôn Thất Hàm, Phạm Gia Vịnh ra sức chống ngăn nên giữ được.

Theo sách Lịch sử Việt Nam (1858 - cuối thế kỷ 19), thì trong khoảng thời gian đó "đại quân của tướng Nguyễn Tri Phương vẫn cứ án binh bất động" trước một đạo quân xâm lược ít hơn, đang bị cô lập, bị dịch bệnh; thuốc men, lương thực đều thiếu... và đang kêu cứu.
Hiểu tình cảnh đó, nên sau khi chiếm được và cho san bằng thành Gia Định, tướng De Genouilly chỉ để lại ba trung đội cùng bốn tàu chiến đóng ở ụ Hữu Bình (tức Xóm Chiếu), giao cho Đại tá Hải quân Jauréguibery quyền chỉ huy, còn mình thì kéo 3.000 quân (trong số đó có khoảng 1.000 quân Tây Ban Nha) trở ra Đà Nẵng ứng cứu cho số quân đang bị hao mòn ở đấy.

## Tấn công Đà Nẵng lần thứ hai, 1859
Đến Đà Nẵng, ngày 20 tháng 4 năm 1859, De Genouilly liền cho quân tấn công dữ dội đồn Điện Hải. Tướng Nguyễn Tri Phương cho quân đánh trả quyết liệt, nhưng vì vũ khí của đối phương quá mạnh nên đồn mất.

### Trận chiến ngày 8 tháng 5
Ngày 8 tháng 5 năm 1859, tướng De Genouilly chia quân ra làm ba mũi tiến công. Cánh hữu của Raynaud với hơn 700 quân, tấn công các đồn Du Xuyên, Hải Châu, Thạc Gián, Phước Ninh. Cánh tả của Faucon với hơn 400 quân, tấn công đồn Thạc Gián, Phước Ninh. Cánh giữa do Đại tá Lanzarote (Tây Ban Nha) chỉ huy, chi viện cho hai cánh tả, hữu. Theo cánh quân này là Bộ Chỉ huy Hành quân do tướng De Genouilly thống lĩnh, với quyết tâm thắng nhanh, để hòng xoay chuyển tình thế.
Quân Việt dựa vào chiến lũy chống trả kịch liệt, nhưng trước hỏa lực mạnh, số lính thương vong nhiều. Tổng thống quân thứ Nguyễn Tri Phương buộc phải cho quân rời bỏ phòng tuyến thứ nhất với các đồn lớn như Du Xuyên, Thạc Gián, Hải Châu rút về cố thủ ở phòng tuyến thứ hai với các đồn Liên Trì, Nại Hiên và Nghi Xuân...
Ngược lại, cánh quân tấn công vào Thạc Gián và hai đồn thượng và hạ ở Hải Châu đã bị đạo quân ứng nghĩa, do Phạm Gia Vĩnh lãnh đạo, hiệp cùng với đạo quân triều đình, do Nguyễn Song Thanh và Đào Thị chỉ huy, đánh cho tan tác phải tháo chạy về bán đảo Sơn Trà.
Kết thúc, bên quân Việt mất 3 đồn lớn cùng 54 khẩu đại bác các loại, Hiệp quản Phan Hữu Điển và rất nhiều binh sĩ tử trận.
Bên liên quân, theo lời tường thuật của Bizancourt, thiệt mạng trên 100 người.
Đây là trận đối đầu lớn nhất kể từ trước đến giờ ở mặt trận Đà Nẵng.
Trong khoảng thời gian đó, ở châu Âu chiến tranh giữa Pháp - Sardegna với Áo đang đến hồi dữ dội. Còn ở phương Đông bỗng có tin đồn quân Pháp ở Đà Nẵng sắp bị Hải quân Anh tiêu diệt. Mặt khác, do thời tiết khắc nghiệt, nên dịch bệnh thêm hoành hành, làm cho số lính viễn chinh bị chết bệnh tăng từng ngày... Tất cả đã khiến tướng De Genouilly bối rối và than rằng: Dù sao đi chăng nữa, thì cuộc viễn chinh này cũng phải đi đến một kết thúc nào đó, nếu không chúng tôi sẽ không còn đủ kiên nhẫn để chờ đợi nữa... (Trích báo cáo, Tuorane, ngày 22 tháng 5 năm 1859).
Và tính đến lần tấn công này (8 tháng 5 năm 1859), tức sau 9 tháng xâm lược, liên quân chỉ chiếm cứ được bán đảo Sơn Trà và đồn Đông ở Đà Nẵng.

### Liên quân xin nghị hòa
Vì gặp khó khăn, lại thêm bên chính quốc (Pháp) không thể chi viện được nữa, nên Bộ Hải quân Pháp đã đề ra một kế sách khác, được mệnh danh là "sự chinh phục bằng những gói nhỏ" (conquête en petis paquets). Để dọn đường cho kế hoạch xâm lược này, nhà cầm quyền Pháp đã ra lệnh cho tướng De Genouilly phải chủ động xin "hòa nghị" với vua nhà Nguyễn.
Nhưng để hòa nghị với cái thế mạnh, De Genouilly đã phái tàu chiến đi bắn phá bãi Cam ở Bình Định và pháo đài Hổ Cứ, thiêu hủy tàu thuyền của triều đình và nhân dân ở vùng biển Quảng Bình, Quảng Trị. Đến ngày 20 tháng 6 năm 1859, De Genouilly mới đưa ra ba yêu sách cho việc hòa nghị, gồm: tự do truyền đạo, tự do buôn bán và mở nhượng địa.
Việc "hòa nghị" đã gây nhiều cuộc tranh cãi trong nội bộ triều đình Huế. Cuối cùng, chủ trương "lấy chủ đợi khách, nên dùng kế trì cửu để đợi cho họ mỏi", hay còn gọi là "thủ để hòa" thắng thế. Tướng Nguyễn Tri Phương được vua Tự Đức cử đi lo việc thương thuyết. Nhưng suốt hai tháng 7 và 8 năm 1859, cuộc hiệp thương không đạt được kết quả nào.
Ngày 7 tháng 9 năm 1859, nhận được viện quân từ Pháp sang, dù chẳng được bao nhiêu, tướng De Genouilly lấy cớ vì triều đình Huế không có thiện chí hòa đàm nên Pháp phải cắt đứt cuộc hòa nghị, và sai thiếu tá Déroulède vạch ra kế hoạch đánh chiếm các cứ điểm của quân Việt.

### Trận chiến ngày 15 tháng 9
Đúng 4 giờ sáng ngày 15 tháng 9 năm 1859, ba cánh quân Pháp và Tây Ban Nha đồng loạt tấn công vào phòng tuyến quân Việt.
Cánh hữu của Pháp do Reybaud chỉ huy chạm súng với khoảng 2.000 quân Việt. Đang có nguy cơ bị đẩy lùi, thì nhờ có đội quân của Breschin kịp thời ứng cứu nên liên quân đảo ngược được tình thế. Tham tán Phạm Thế Hiển phải cho quân rút khỏi đồn Liên Trì và đồn Phước Ninh, tập kết ở đồn Chân Sảng để ngăn chặn đối phương tiến ra Huế.
Cánh quân bên tả do Đại tá Lanzarote chỉ huy tiến đánh đồn Nại Hiên, đồn Hóa Khuê và đồn Mỹ Thị. Do hàng ngũ rối loạn, đồn Nại Hiên lọt vào tay liên quân, nhưng quân Việt vẫn làm chủ được đồn Mỹ Thị và Hóa Khuê.
Tướng Nguyễn Tri Phương tập họp số quân còn lại của phòng tuyến Liên Trì-Nại Hiên rút về Hải Vân, lập phòng tuyến mới, đề phòng liên quân tiến đánh kinh đô. Quân Pháp dùng pháo khống chế việc rút quân, nhưng không thành công.
Bị thiệt hại nặng về người và của, chỉ huy mặt trận là Nguyễn Tri Phương cùng hai cộng sự là Phạm Thế Hiển và Nguyễn Hiên đều dâng sớ xin chịu tội. Vua Tự Đức sai Phan Thanh Giản ra Quảng Nam, tuyên chỉ xử chém Hồ Văn Đa, Lê Văn Nghĩa, Đoàn Văn Thức về tội đã bỏ đồn tháo chạy; còn Nguyễn Tri Phương, Phạm Thế Hiển, Nguyễn Hiên đều phải tội cách lưu.
Phía liên quân, sau trận đánh này, số binh lính chết vì chiến trận và dịch bệnh càng thêm nhiều, khiến ai nấy đều chán nản, kiệt quệ...
Nhận thấy cuộc chiến ngày càng gay go, không có hồi kết, nhân lúc bị ốm đau, tướng De Genouilly xin về Pháp dưỡng bệnh. Bộ Hải quân Pháp cử Thiếu tướng François Page sang thay thế.

### Trận chiến ngày 18 tháng 11
Ngày 1 tháng 11 năm 1859, tướng Page đến Đà Nẵng và việc làm đầu tiên của ông là, một mặt vẫn tiếp tục thương thuyết (nhưng trong yêu sách không còn đòi nhường đất nữa), mặt khác cho chuẩn bị mở một cuộc tấn công lên phía bắc Đà Nẵng (trên đường đến Huế), chứ không tìm cách đánh sâu vào nội địa Đà Nẵng – Quảng Nam như người tiền nhiệm.
Ngày 18 tháng 11 năm 1859, Page điều động soái hạm Néméris và hai tàu chiến, tập trung đại bác bắn vào pháo đài Điện Hải và đồn Chân Sảng dữ dội. Đại bác quân Việt rộ lên đáp trả, một quả đạn rơi trúng soái hạm đã giết chết Đại tá Dupré Déroulède (người vạch kế hoạch đánh Đà Nẵng) và làm cho một số binh sĩ bị thương. 
Tướng Page ra lệnh pháo kích tới tấp rồi sai Desaulx dẫn 300 quân chiếm đồn Chân Sảng, đẩy quân Việt lui vào trong núi.
Tin chiến sự báo về, vua Tự Đức lệnh cho Thống chế Nguyễn Trọng Thao đem quân từ đèo Hải Vân đánh lấy lại đồn Chân Sảng. Nguyễn Hiên và Trần Đình Túc đóng ở các đồn Câu Đê và Hóa Ổ cũng được lệnh đem quân đánh phối hợp. Liên quân không chống nổi, bỏ đồn Chân Sảng xuống tàu chiến thoát ra khơi vào tháng 1 năm 1860.
Bộ Hải quân Pháp cho rằng cuộc tấn công trên là không cần thiết và đã gây tử vong nhiều thuộc cấp giàu kinh nghiệm, nên tướng Page bị khiển trách và giáng cấp. 
Tháng 2 năm 1860, Page rời Đà Nẵng vào Sài Gòn với nhiệm vụ mới. Liên quân chỉ còn lại một số đóng giữ Sơn Trà, An Hải, Điện Hải... và chẳng còn làm được gì.

### Rút khỏi Đà Nẵng
Nhân việc người Pháp 2 lần phải đổi chủ tướng và cố sức chiếm giữ con đường tiến về kinh đô, tướng Nguyễn Tri Phương đã có sớ chuyển về kinh:
Quân Pháp hiện nay đã có thủy bộ nương nhau. Mình muốn đánh thắng họ bằng đường thủy hay đường bộ đều là việc không nên cả. Vả súng đại bác của Pháp rất tinh xảo, người lính Pháp trong các trận giao phong vừa rồi với ta tỏ ra rất can đảm. Trái lại quân ta có nhiều kẻ sợ sệt, lạ nước lạ non, sức chiến đấu rất kém. Với tinh thần và thực lực ba quân như thế, giữ thủ chưa xong, huống hồ là tấn công địch. Vậy xin Thánh thượng cho phép hạ thần chia quân đội đóng giữ các thành trì và đồn lũy, còn dư bao nhiêu dùng lối mai phục đánh úp quân Pháp. Phải tổ chức ngay công cuộc phòng thủ để đủ thời giờ xếp đặt.
Tuy nhiên vua Tự Đức trách ông "sợ oai giặc" và gieo vào dân chúng sự lo lắng hãi hùng. Ông phải dâng biểu tạ tội. Sau đó Nguyễn Tri Phương tiếp tục xây thêm đồn lũy, ngày đêm chăm lo việc phòng thủ Đà Nẵng. Cuối cùng đến ngày 22 tháng 3 năm 1860, số liên quân kia cũng rút đi hết, sau khi phá hủy tất cả pháo đài và công sự.
Về đến Gia Định, tướng Page để lại một ít quân cho Đại tá D'Ariès trấn giữ Gia Định còn phần lớn binh thuyền ông đem lên phía bắc hiệp quân nước Anh để sang đánh Trung Quốc. Triều đình Huế thấy quân Pháp rút khỏi Đà Nẵng bèn cử Nguyễn Tri Phương, Phạm Thế Hiển vào Nam, sung vào quân thứ Gia Định.

## Tổng kết
Trích nhận định của GS. Trần Văn Giàu:
Đà Nẵng là cổ họng của kinh thành, là hải cảng sâu rộng và quan trọng nhất ở miền Trung Việt Nam. Xưa nay, từ thuở nhà Nguyễn lập nghiệp ở phương Nam, nhất là từ cuộc nội chiến Tây Sơn – Nguyễn Ánh, cảng Đà Nẵng là một vị trí quân sự bậc nhất. Tàu bè nước ngoài không vào Huế mà vào Đà Nẵng để buôn bán, cho nên khi giúp Nguyễn Ánh tranh ngôi vua (1887), Pháp đã đòi lấy Đà Nẵng làm một trong những điều kiện...
Song suốt từ tháng 9 năm 1858 đến tháng 2 năm 1859, liên quân Pháp - Tây Ban Nha chẳng đánh tan sinh lực Việt và kéo vào Huế bằng đường Hải Vân như đã định, mà lại bị cầm chân, bị quân chính quy và dân quân Việt bao vây ở bán đảo Sơn Trà, bị tiêu hao và bị ốm đau rất nặng. Gia Định thất thủ, De Genouilly đem quân trở ra Đà Nẵng, nhưng cũng không làm gì được, chỉ lấy thêm vài đồn và hao thêm ít trăm quân.
Trong giai đoạn kháng chiến đầu tiên này, nhân dân cả ba miền tỏ lòng ái quốc sâu sắc, tỏ lòng can đảm phi thường, hăng hái lập dân quân để chống giặc... Trái lại, võ quan cao cấp không tin vào thắng lợi, sợ vũ khí địch, không dám dùng thế công. Còn đình thần thì ý kiến chia rẽ, phần lớn là do dự và chủ hòa...

## Thông tin thêm
Sau, triều đình nhà Nguyễn đã cho quy tập hài cốt của các nghĩa sĩ, nghĩa dân đã mất trong khi chiến đấu ở mặt trận Đà Nẵng. Chỉ tính những hài cốt tìm được đã lên tới con số 3.000. Tất cả đều đã được chôn cất tại hai nghĩa trủng là Hòa Vang và Phước Ninh, thuộc thành phố Đà Nẵng. Hiện nay, cả hai nơi này đều là Di tích lịch sử cấp quốc gia.

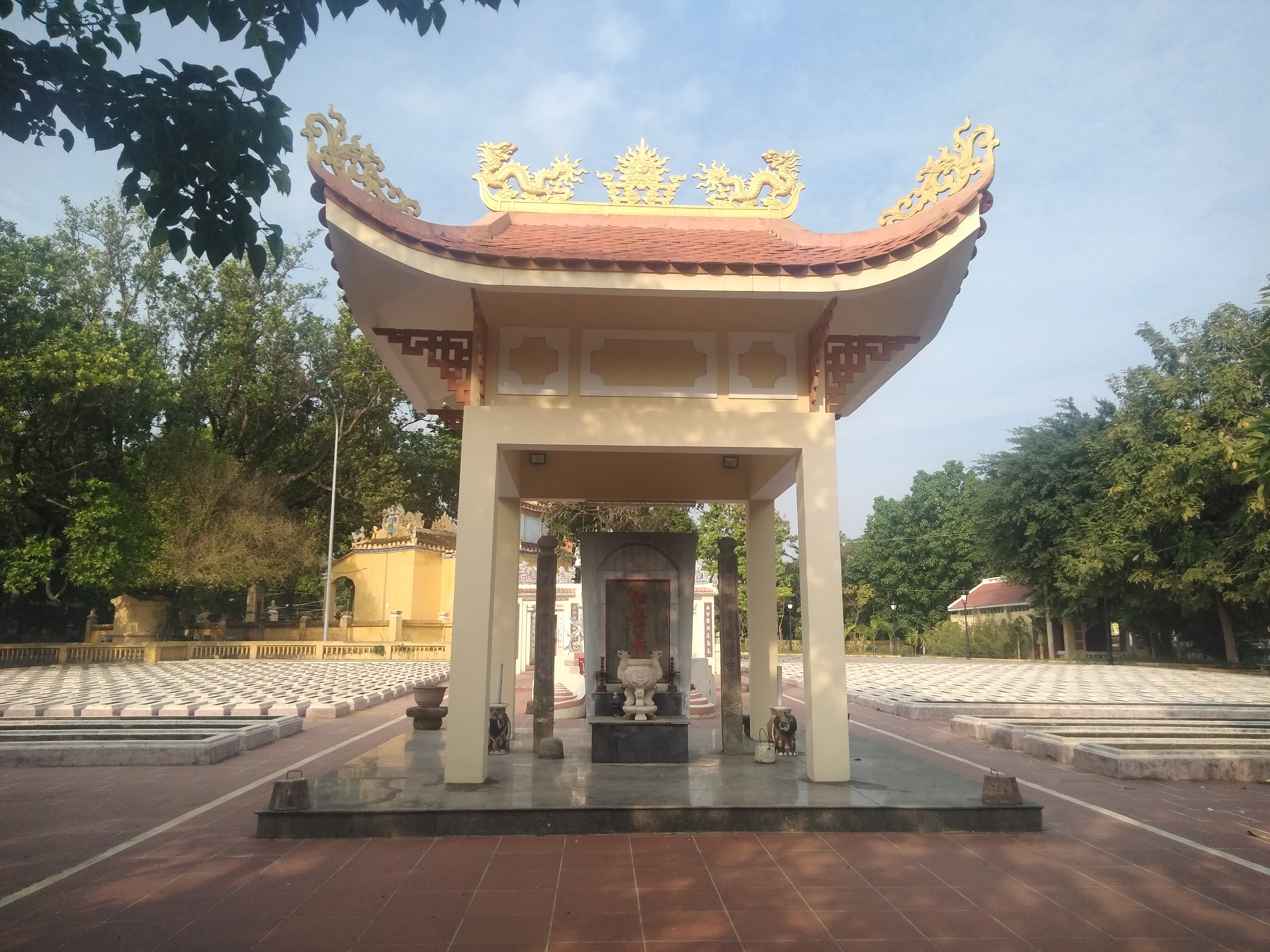
Nghĩa trủng Hòa Vang

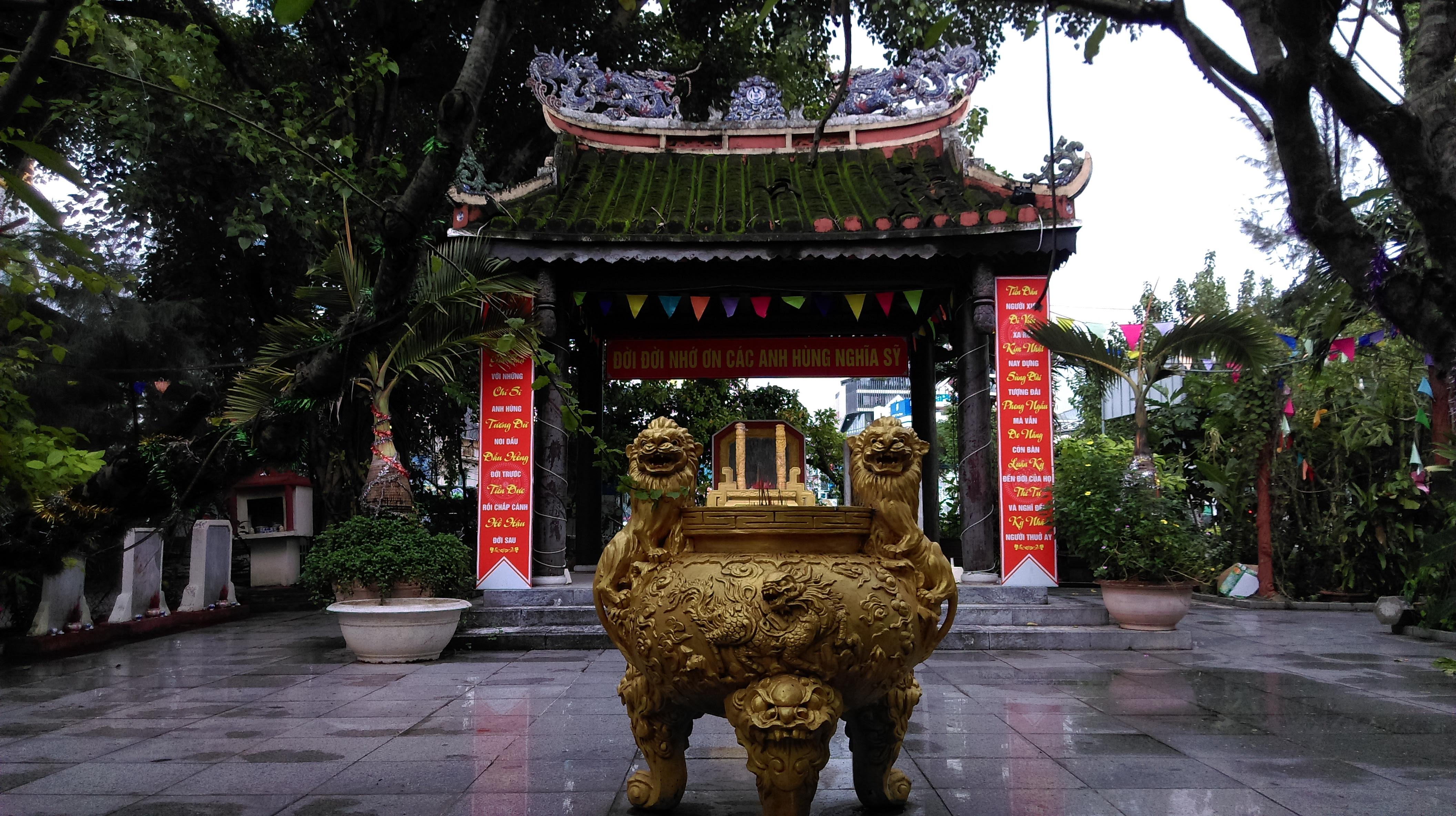
Nghĩa trủng Phước Ninh

Còn thân xác của những người lính viễn chinh đã ngã xuống, trong bộ sách Tổng tập của GS. Trần Văn Giàu và trên báo Đà Nẵng có mấy dòng thông tin như sau:
"Trước khi rút, liên quân phá tất cả các pháo đài và công sự, chỉ để lại hàng trăm nắm xương tàn, lô nhô với thánh giá trắng trên bờ biển cát vàng...
Và giữa nghĩa trang này, trong một ngôi nhà nguyện nhỏ có đặt một tấm bia bằng đá trên đó ghi những dòng chữ: Để tưởng niệm những chiến binh Pháp và Tây Ban Nha trong cuộc viễn chinh Rigaud de Genouilly bị chết trong những năm 1858-59-60 và được an táng ở đây".

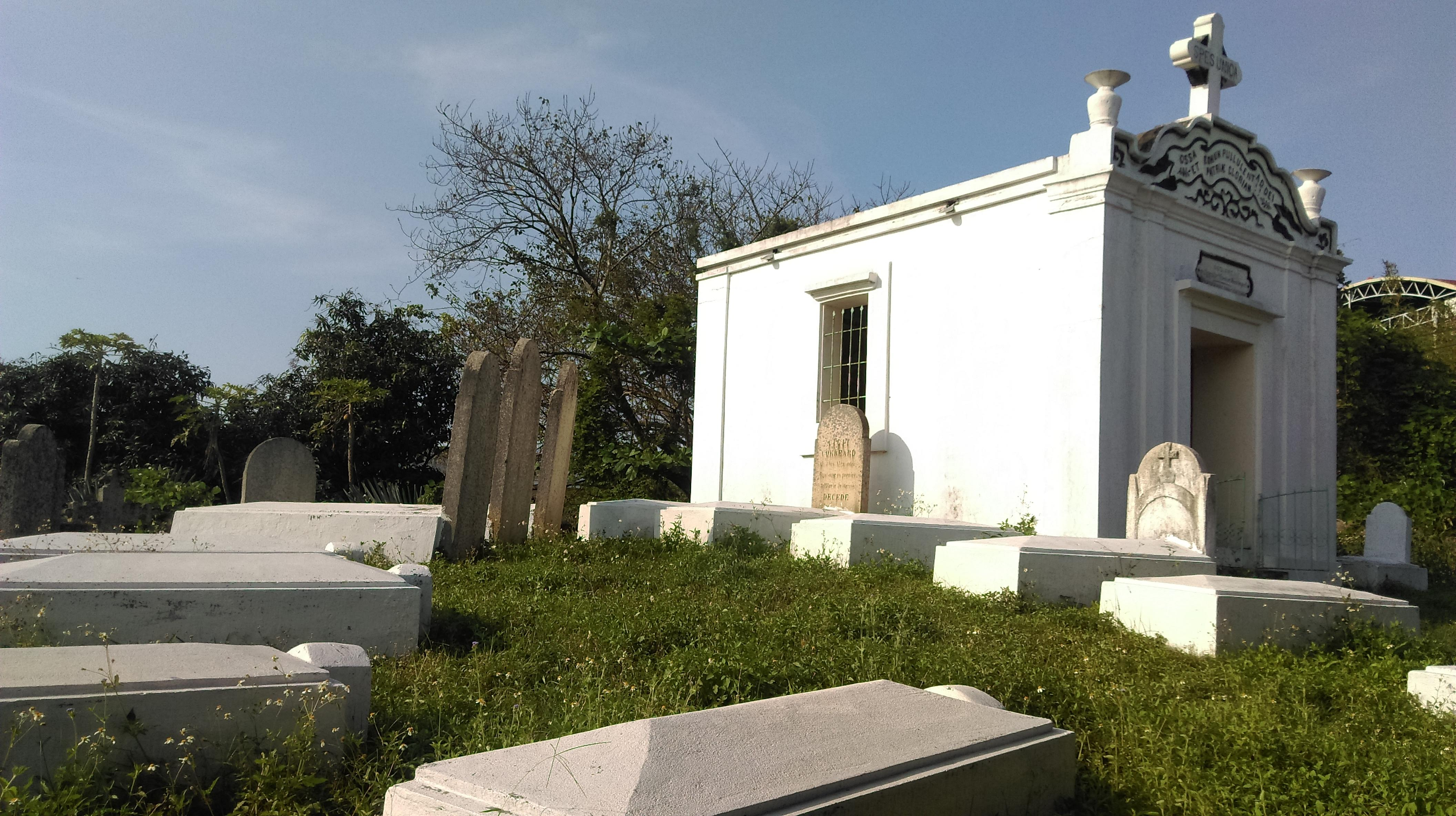

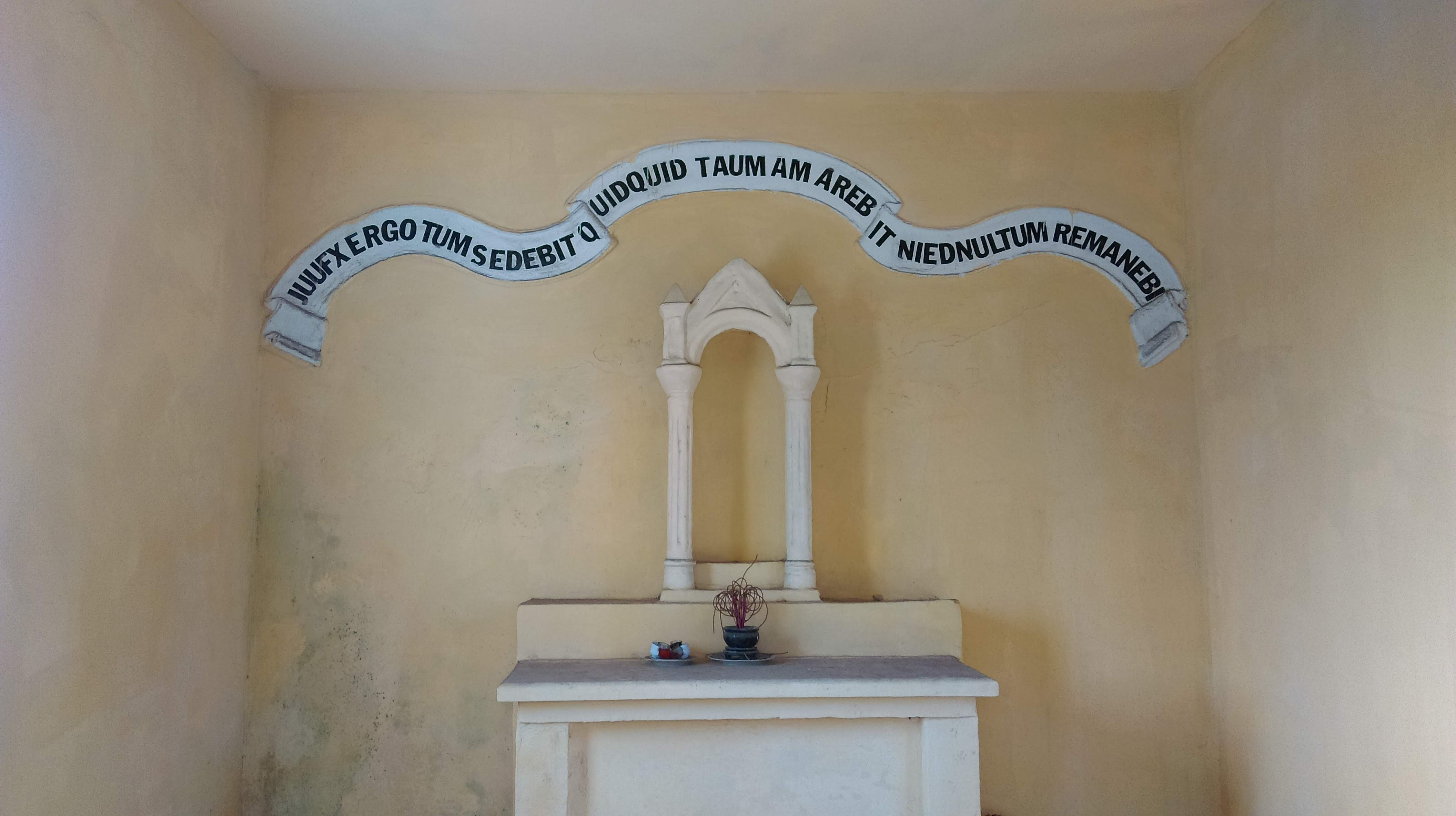

Một lần ghé thăm Đà Nẵng, Nguyễn Trường Tộ (1828-1871) có làm một bài thơ:
Đà Nẵng quá bạc
Vạn đại thiện địa thử phong cảnh,
Tây triều hà sự động binh đao?
Nhất triệu sát khí không lưu thủy
Thiên cổ oan thanh thượng nộ đào.
Giang tự tây nam song lệ hạ,
Môn khai đông bắc lưỡng sơn cao.
Như kim dĩ khánh kình ba tĩnh,
Phá lãng thừa phong khí tự hào.
Dịch nghĩa:
Đậu thuyền ở cửa biển Đà Nẵng
Trời đất muôn đời vẫn là một phong cảnh ấy,
Nước Pháp cớ gì lại gây chiến tranh?
Một mai bỗng nhiên sát khí theo dòng nước cuồn cuộn,
Nghìn xưa tiếng oan còn vang dội trong ngọn sóng bể căm hờn.
Dòng sông tự chia phía tây phía nam, như đôi hàng nước mắt rõ,
Cửa bể mở ra phía đông, phía bắc, như hai ngọn núi nhô cao.
Nay đã mừng thấy sóng kình êm lặng,
Cỡi gió lướt sóng, khí ta vẫn tự hào.
Năm 1904, Trần Quý Cáp (1871-1908) cũng cảm tác một bài thơ:
| Đà Nẵng hoài cảm Thử địa do hà động chiến phong? Chí kim đáo xứ thỉ hà tung... Thuyền lâm nội phụ tam tài điểm Xa sử trùng quan nhất lộ thông Cố quốc sơn hà lâm địch lý Thùy gia lâu các tịch dương trung? An năng tái khởi Trần Hưng Đạo Cộng vãn Đằng Giang vĩ đại công. | Dịch thơ: Chinh chiến vì đâu nảy họa tai? Giờ đây thấy những dấu lang sài... Cờ ba sắc nhoáng tàu vô cửa, Xe một đường thông ải suốt dài. Tiếng địch gợi hồn non nước cũ, Ánh chiều soi bóng phố lầu ai? Ước chi sống lại ngài Hưng Đạo, Cùng lập Đằng Giang trận thứ hai. |

Hiện nay ở bán đảo Sơn Trà, ngay gần cổng vào Cảng Tiên Sa Đà Nẵng, vẫn còn nhà tưởng niệm nơi chôn cất các binh lính liên quân Pháp - Tây Ban Nha chết trong trận Đà Nẵng. Nhà tưởng niệm này được người Pháp xây dựng năm 1898, cải táng xương cốt của các binh lính chôn chung trong một hố, còn mộ các sỹ quan chôn xung quanh vườn. Mặc dù đã hơn 100 năm trôi qua nhưng nhà tưởng niệm vẫn còn được bảo tồn nguyên vẹn bởi người dân địa phương và được họ gọi là "Nghĩa trang Y Pha Nho". Điều đó chứng tỏ tinh thần đánh kẻ chạy đi không ai đánh kẻ chạy lại của dân tộc Việt.

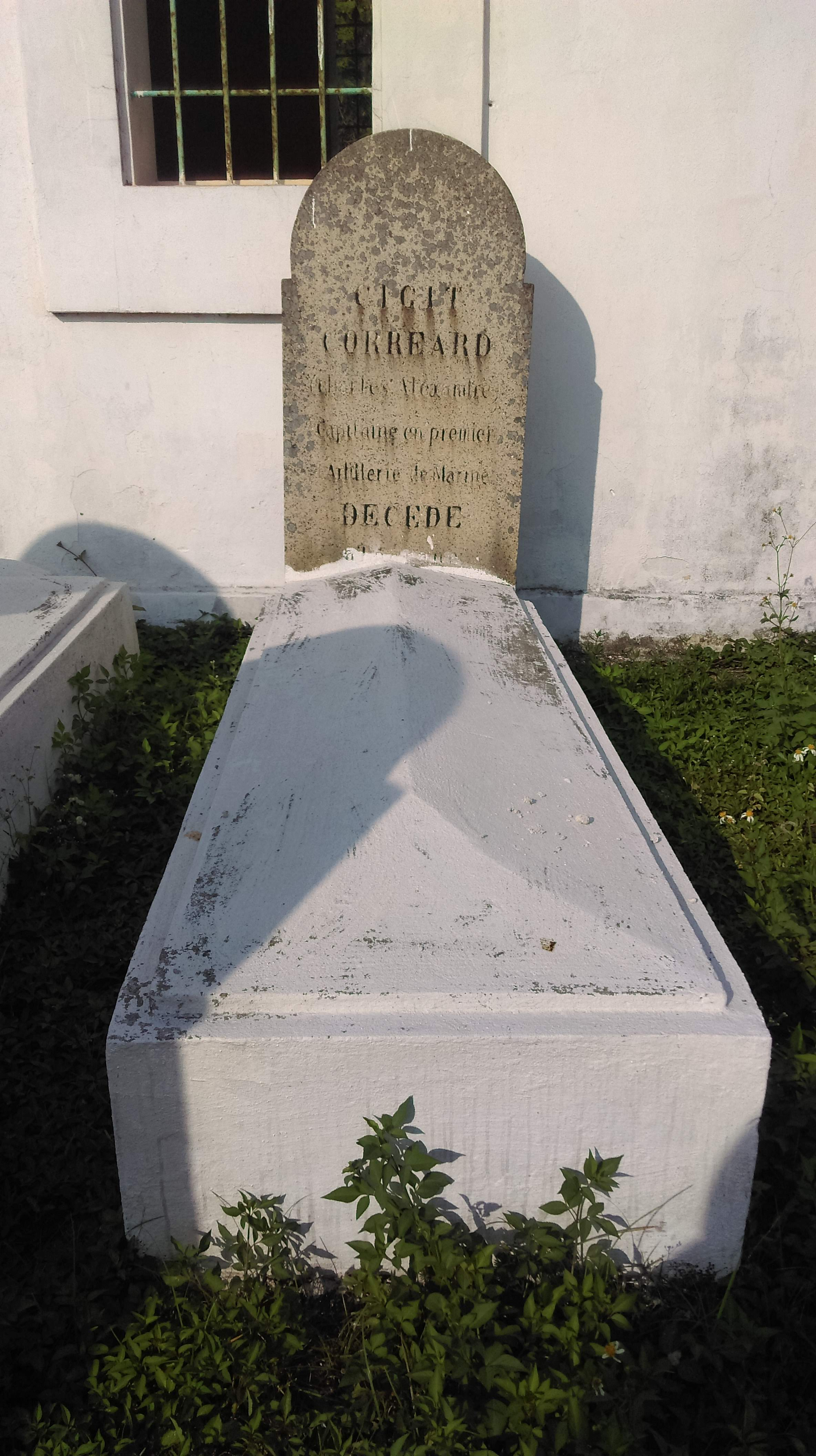